# Trevenzuolo
Trevenzuolo – miejscowość i gmina we Włoszech, w regionie Wenecja Euganejska, w prowincji Werona.
Według danych na rok 2004 gminę zamieszkiwało 2431 osób, 93,5 os./km².